# Рацьонжек
Рацьонжек (пол. Raciążek) — село в Польщі, у гміні Рацьонжек Александровського повіту Куявсько-Поморського воєводства.
Населення — 1765 осіб (2011).
У 1975-1998 роках село належало до Влоцлавського воєводства.

## Демографія
Демографічна структура станом на 31 березня 2011 року:
|          | Загалом | Допрацездатний вік | Працездатний вік | Постпрацездатний вік |
| -------- | ------- | ------------------ | ---------------- | -------------------- |
| Чоловіки | 924     | 175                | 659              | 90                   |
| Жінки    | 841     | 128                | 513              | 200                  |
| Разом    | 1765    | 303                | 1172             | 290                  |